# Accademia navale Mircea cel Bătrân
L'Accademia navale Mircea cel Bătrân è un istituto di istruzione superiore rumeno con sede a Costanza.

## Storia
L'Accademia trova le sue origini nella "Școala Flotilei" (Scuola di Flottiglia), creata dal Ministero della Guerra con decisione n. 15 / 17.11.1872, la cui sede è a Galați. I corsi avevano una durata di due anni e gli ufficiali e sottufficiali addestrati nella scuola hanno svolto diverse funzioni a bordo delle navi della Marina Militare, ma anche sulla flotta mercantile rumena.
Il 26 febbraio 1896, fu creata a Galați la Scuola di Applicazione di Sottomarini della Marina in funzione fino al 1901, anno del suo trasferimento a Costanza. Il 29 ottobre 1909, cambiò il suo nome e divenne Scuola navale superiore. Ha mantenuto le sue attività a Costanza fino alla prima guerra mondiale. Riprese le sue attività il 9 giugno 1920.
Il 1º ottobre 1938 fu istituita la sezione di Commercio marittimo.
Dopo la seconda guerra mondiale, l'istituzione ha cambiato diversi nomi:
- Scuola navale e scuola dei capisquadra (marzo-dicembre 1948),
- Scuola della Marina Militare (dicembre 1948-giugno 1950),
- Scuola di Ufficiali navali (giugno 1950-1952),
- Scuola della Marina Militare (1952-1954),
- Scuola militare superiore della Marina (1954-1968),
- Scuola di ufficiali navali attivi "Mircea cel Batran" (1969-1973),
- Istituto navale "Mircea cel Batran" (1973-1990).

Il 17 maggio 1990, l'Istituto navale fu riorganizzato in seguito alle conseguenze della rivoluzione del dicembre 1989 e nacque l'Accademia navale "Mircea cel Batran", un istituto di istruzione superiore specializzato in campo militare.